# Ludmiła Krawiec
Ludmiła Stepaniwna Krawiec (ukr. Людмила Степанівна Кравець, ur. 7 lutego 1923 w Kuszuhumie, zm. 23 maja 2015 w Kijowie) – radziecka sanitariuszka, Bohater Związku Radzieckiego (1945).

## Życiorys
Urodziła się w rodzinie ukraińskiej. Skończyła 7 klas, a w 1941 szkołę pielęgniarek w Zaporożu. Po ataku Niemiec na ZSRR pracowała w ewakuowanych szpitalach, od lipca 1941 służyła w Armii Czerwonej, w 1942 jednostka wojskowa, w której służyła, została skierowana na Front Północno-Zachodni. W jednej z walk została ciężko ranna. Po wyleczeniu wróciła do swojej jednostki, w kwietniu 1945 jako instruktorka sanitarna batalionu piechoty 63 pułku piechoty gwardii 23 Dywizji Piechoty Gwardii 3 Armii Uderzeniowej 1 Frontu Białoruskiego brała udział w operacji berlińskiej, ewakuując pod ogniem wroga rannych z pola walki m.in. podczas walk ulicznych o Berlin. Mieszkała w Zaporożu i Kijowie, gdzie angażowała się w adresowane do młodzieży kampanie wojskowo-patriotyczne.

## Odznaczenia
- Złota Gwiazda Bohatera Związku Radzieckiego (31 maja 1945)
- Order Lenina
- Order Wojny Ojczyźnianej I klasy
- Order Czerwonej Gwiazdy (trzykrotnie)

I medale.